# Fócio de Kiev
Fócio (em russo:  Фотий, transl. Fotiy; século XIV, Monemvasia, Despotado da Moreia, Império Bizantino - 2 de julho de 1431, Moscou, Grão-Ducado de Moscou) foi Metropolita de Kiev e Toda a Rússia (em Moscou), de 1408 a 1431. Na Igreja Russa é reverenciado como santo.